# Гавайские миссионеры
«Гавайские миссионеры», или «миссионерские марки Гавайев» (англ. Hawaiian Missionaries), — филателистическое название первых стандартных марок Гавайского королевства 1851—1852 годов.

## Описание
Марки трёх номиналов — 2, 5 и 13 центов: для газет, внутренних писем и писем в США, соответственно. Автор эскиза неизвестен. На марках изображена цифра номинала, обрамлённая растительным орнаментом. Марки напечатаны типографским способом, голубой краской на тонкой ломкой бумаге.

## История
Почтовая служба Гавайского королевства середины XIX века была довольно примитивной. Пришедшую корреспонденцию вываливали на стол, установленный на причале, и местные жители сами забирали адресованные им письма. В декабре 1850 года, после скандального случая, когда письма, приходившие на имя одного переселенца, забирал его однофамилец, правительство Королевства разработало и утвердило реформу почтового дела и поручило первому начальнику почтового отделения Генри М. Уитни выпустить знаки почтовой оплаты.
Печатать первые почтовые марки Гавайского королевства начали в июне 1851 года в типографии правительственной еженедельной газеты в Гонолулу. В продаже они появились 1 октября. Отправителями первых маркированных писем были приезжавшие на острова миссионеры, отсюда и пошло название марок — «миссионерские». Марки были в обращении до 1856 года.

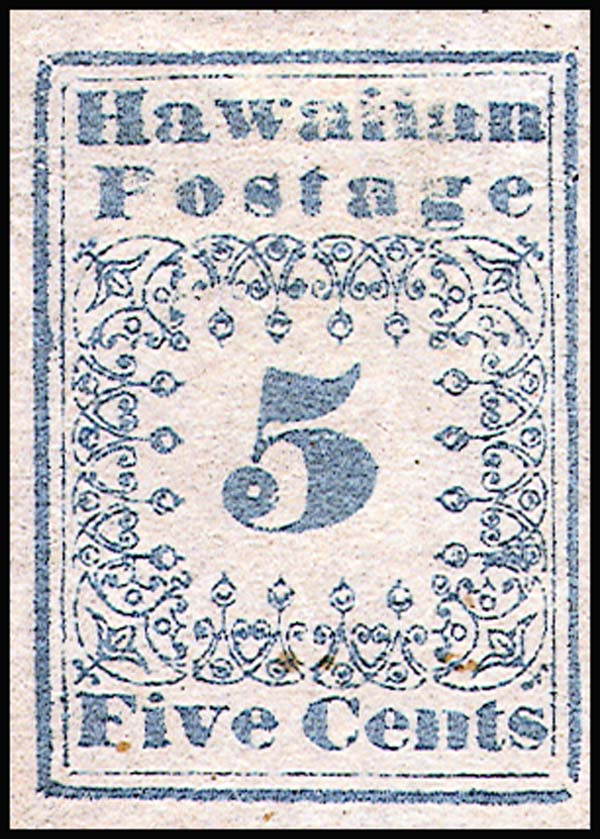
Пятицентовая марка

Эти марки принадлежат к самым редким в мире. Тираж их неизвестен, а плохое качество (ломкость) бумаги привело к тому, что большинство было повреждено. О количестве дошедших до наших дней «миссионерских марок» точных данных нет. В филателистической литературе называются цифры от 197 до 200 экземпляров, из которых 28 неиспользованных и 32 на конвертах.
Известны два типа «миссионерских марок». В первом — начальная буква в слове «Postage» («Почтовый сбор») расположена непосредственно под первой буквой слова «Hawaiian», а во втором варианте она несколько смещена вправо.

## Двухцентовая марка

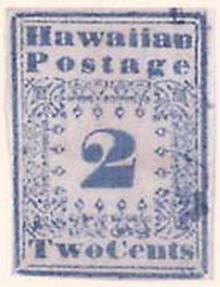
Двухцентовая марка

Двухцентовых марок сохранилось лишь десять экземпляров, из которых только один не прошедший почту. Первым известным владельцем этой марки был парижский коллекционер Гастон Леру (фр. Gaston Leroux). В июне 1892 года Леру был найден убитым в своей квартире. Расследовавшая этот случай полиция зашла в тупик, так как не было никаких признаков, по которым можно было бы установить мотив преступления. К расследованию были привлечены лучшие профессиональные детективы Парижа. Один из них, тщательно обследовав квартиру Леру, обнаружил тайник, в котором был спрятан альбом с марками, а также подробный список коллекции, помещённой в альбом. Установив, что в коллекции отсутствует двухцентовая марка Гавайских островов, детектив опросил всех парижских торговцев марками, кто из парижских коллекционеров был заинтересован в покупке такой марки. Торговцы назвали имя хорошо известного тогда коллекционера Гектора Жиру (Hector Giroux). Детектив, выдав себя за увлечённого филателиста, познакомился с Жиру и настолько вошёл к нему в доверие, что тот сам показал ему «миссионерскую марку». Однако на вопрос о том, как попала эта марка к нему в коллекцию, Жиру не мог дать вразумительного ответа и после долгого запирательства признался в убийстве Леру, который упорно отказывался продать ему раритетную марку.
Впоследствии этот раритет побывал в альбомах многих коллекционеров и осел в коллекции знаменитого коллекционера Феррари. При распродаже его коллекции на аукционе в начале 1920-х годов марку за крупную сумму приобрёл другой известный филателист Морис Буррус. Вновь марка появилась в 1963 году на аукционе в Нью-Йорке, где Альфред Каспари продал её американскому торговцу за 4100 долларов. С тех пор её цена постоянно росла. В 2000-е годы каталог «Скотт» оценивал негашёный уникум в $660 000, а гашёные экземпляры — в $250 000.

## «Конверт Доусона»

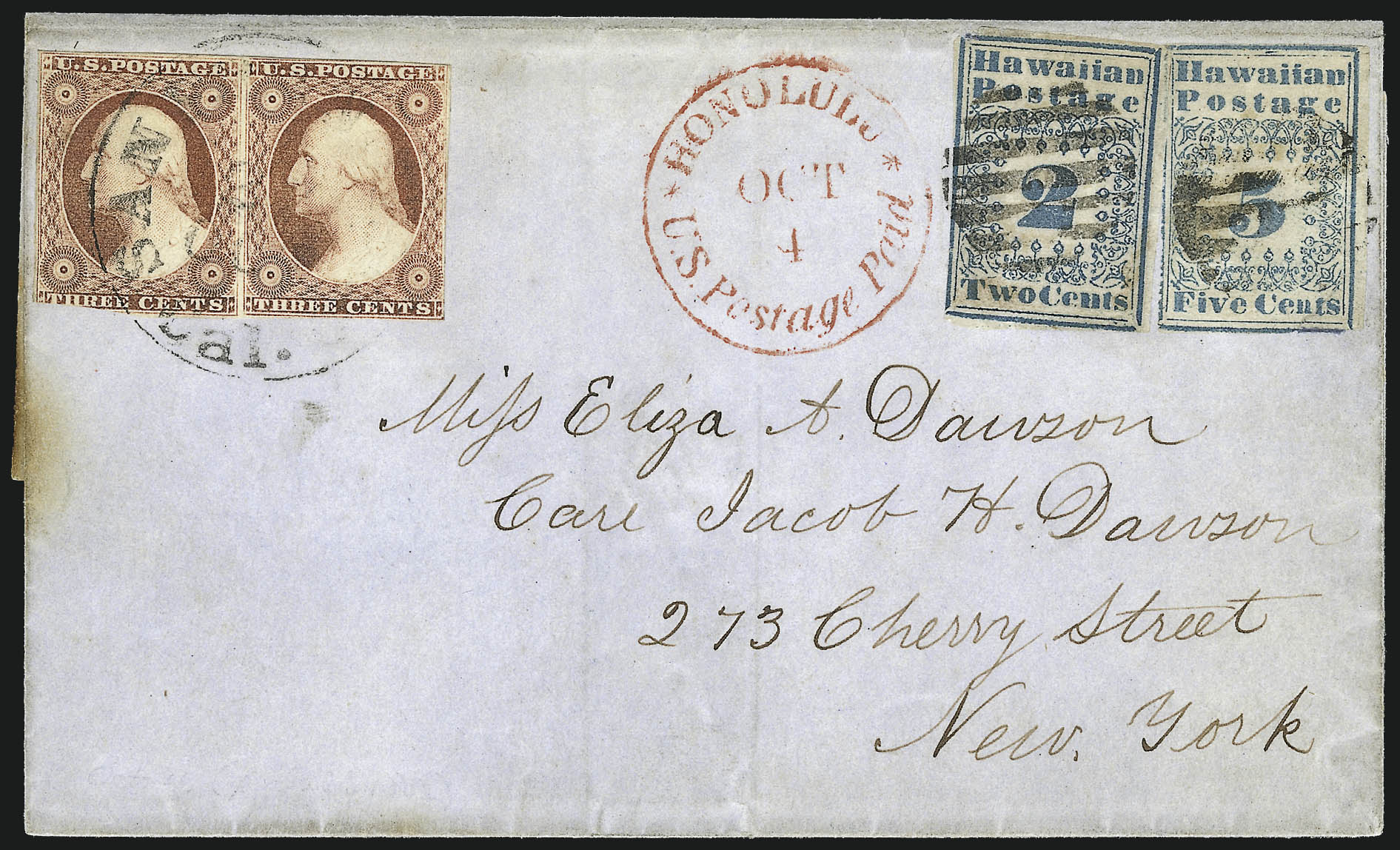
«Конверт Доусона»

Самым ценным из всех отправлений с «миссионерскими марками» является конверт, отправленный из Гонолулу в Нью-Йорк. На конверт наклеены две марки Гавайского королевства номиналами в 2 и 5 центов и две американские 3-центовые марки. Среди филателистов он известен как «Конверт Доусона» (англ. Dawson cover). Предположительно в 1870 году этот конверт, в связке с другой ненужной корреспонденцией, был брошен в фабричную печь. Однако связка была настолько плотно упакована, что сгорела не полностью. Сохранился и уникальный конверт с «миссионерскими марками», хотя одна из его сторон обгорела. Вскоре фабрику закрыли и, лишь спустя 35 лет, её решили восстановить. Именно тогда, во время уборки, один из рабочих, разбирающийся в марках, обнаружил печь с остатками обгоревшей корреспонденции и спас необычные конверты.
В 1905 году «Конверт Доусона» приобрёл Джордж Х. Уортингтон (George H. Worthington), затем, предположительно в 1917 году, его купил Альфред Каспари. В 1995 году конверт был продан с аукциона за 2,09 миллиона долларов. Таким образом, на сегодняшний день «Конверт Доусона» — самая дорогая целая вещь.

## Прочее
В 1913 году «Гавайские миссионеры» (кроме уникальной двухцентовой марки) с большим успехом демонстрировались на первой филателистической выставке, организованной Гавайским филателистическим обществом. Экспонат гавайских марок, в том числе «Гавайских миссионеров», был основан на собрании Чарльза Густеса-младшего (Charles Hustace, Jr.), включал листы и платинг и получил один из главных призов выставки.
Одна из марок «Гавайских миссионеров», наряду с двумя другими раритетами — «Жёлтым трёхскиллинговиком» и «Бычьей головой», фигурирует в фильме «Шарада» с участием Одри Хепбёрн (1963), где гавайская почтовая миниатюра была оценена в 65 000 долларов США. Причём в кинокартине изображены не настоящие марки, а их искусные имитации с номиналами, превышающими реальные на единицу. Так, уникальная «миссионерская» двухцентовка была «превращена» создателями фильма в несуществовавшую марку номиналом в 3 цента.